# Stela Asarhaddona

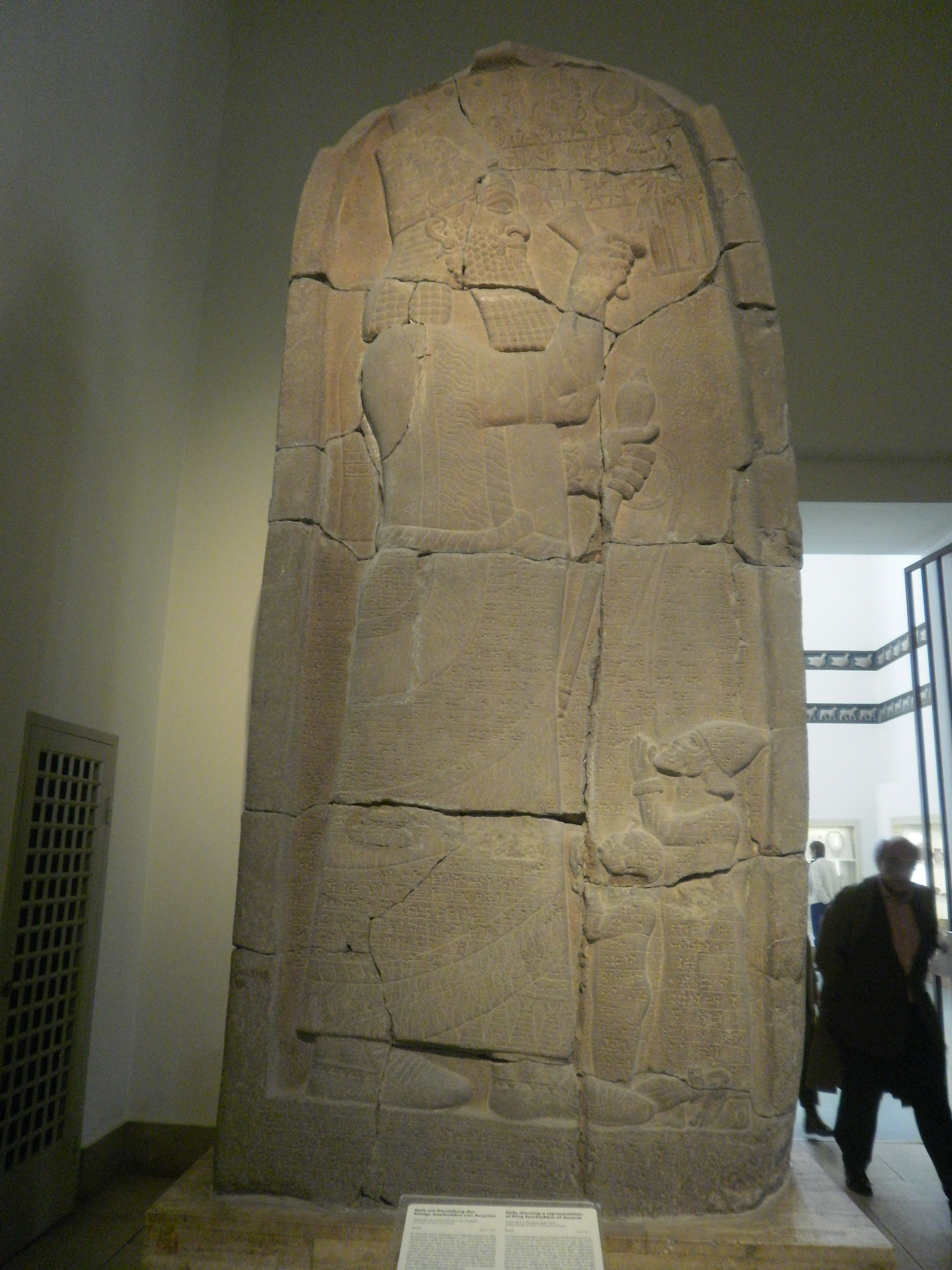
Stela Asarhaddona z Sam’al; zbiory Muzeum Pergamońskiego w Berlinie.

Stela Asarhaddona – monumentalna kamienna stela odkryta w końcu XIX wieku na stanowisku Zincirli (południowo-wschodnia Turcja), kryjącym pozostałości starożytnego miasta Sam’al. Upamiętnia ona podbój Egiptu w 671 r. p.n.e. przez asyryjskiego króla Asarhaddona (681–669 p.n.e.). Zabytek ten znajduje się obecnie w stałej ekspozycji Muzeum Pergamońskiego w Berlinie.

## Odnalezienie
Stela odnaleziona została w Zincirli (starożytne Sam’al) w trakcie prac wykopaliskowych prowadzonych tam w latach 1888-1902 przez Felixa von Luschana i Roberta Koldeweya z ramienia Niemieckiego Towarzystwa Orientalnego (Deutsche Orient-Gesellschaft). Zabytek, rozbity na kilka części, leżał w pobliżu bramy wiodącej do cytadeli miasta i pierwotnie ustawiony był najprawdopodobniej w niej samej. Po odkryciu stela przewieziona została do Berlina i obecnie znajduje się w zbiorach Muzeum Pergamońskiego.

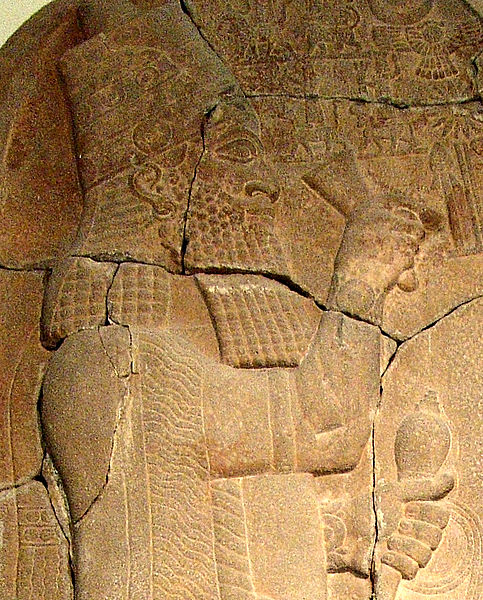
Postać króla w przybliżeniu

## Opis
Stela ma wysokość 3,22 metra. Jej całą przednią stronę zajmuje wielka płaskorzeźba ukazująca asyryjskiego króla Asarhaddona triumfującego nad pokonanymi wrogami. Stojący władca zwrócony jest w prawą stronę, w kierunku umieszczonych przed nim, na wysokości jego głowy, bóstw. W prawej, wzniesionej ręce trzyma puchar. W drugiej, opuszczonej, trzyma ceremonialną maczugę i dwa powrozy, których końce zawiązane są wokół szyj pokonanych wrogów. Król ubrany jest w bogato zdobioną, sięgającą stóp szatę i nosi charakterystyczne dla władców asyryjskich nakrycie głowy. Jego włosy i broda są misternie splecione. Postać króla jest nadnaturalnych rozmiarów i wyraźnie góruje nad niewielkimi postaciami jego pokonanych przeciwników.
Przed królem, na wysokości jego głowy, umieszczone zostały wyobrażenia asyryjsko-babilońskich bóstw. Część z nich przedstawiono w formie reprezentujących je symboli, a część w formie antropomorficznych postaci stojących na świętych zwierzętach. Wszystkie ukazane bóstwa wymienione zostały w towarzyszącej płaskorzeźbie inskrypcji.

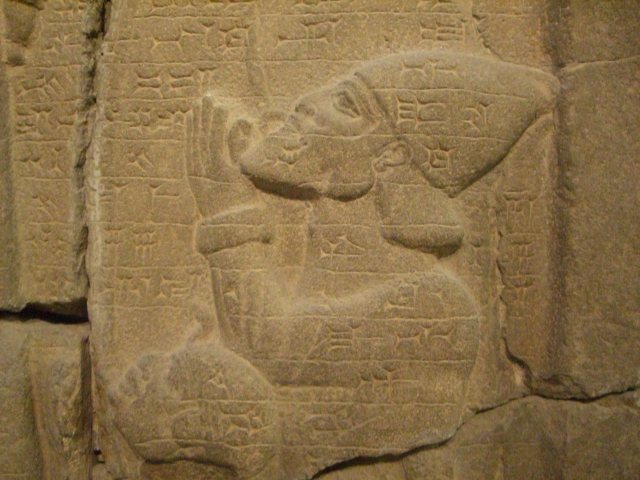
Pokonani wrogowie w przybliżeniu

W dolnej części płaskorzeźby, przy nogach Asarhaddona, ukazanych zostało dwóch pokonanych i korzących się wrogów. Obaj mają zawiązane na szyjach powrozy, których końce trzyma w swym ręku król. Pierwsza, klęcząca postać o negroidalnych rysach twarzy, to najprawdopodobniej Uszanahutu, pojmany przez Asarhaddona syn egipskiego władcy Taharki, którego imię wymienione jest w inskrypcji na steli. Druga, stojąca postać jest nieznana, gdyż nie ma o niej wzmianki w tekście inskrypcji. Broda i charakterystyczne spiczaste nakrycie głowy wskazują, iż możemy mieć tu do czynienia z jednym z pokonanych władców syryjskich, być może z Abdi-Milkutti, królem Sydonu. Obie postacie, nienaturalnie małe w stosunku do postaci króla asyryjskiego, wpatrzone są w niego i wznoszą ręce prosząc go o litość.
Na bokach steli umieszczone zostały dwie dodatkowe płaskorzeźby przedstawiające synów Asarhaddona. Z jednej strony ukazany został młody Aszurbanipal, noszący tradycyjny asyryjski strój, a z drugiej młody Szamasz-szuma-ukin, noszący strój babiloński. Stroje odnoszą się do państw, którymi - zgodnie z wolą Asarhaddona - mieli oni rządzić po jego śmierci (Aszurbanipal w Asyrii, Szamasz-szuma-ukin w Babilonii).

## Inskrypcja
Dolną część płaskorzeźby na przedniej stronie steli pokrywa długa inskrypcja zapisana pismem klinowym w języku akadyjskim. Opisuje ona zwycięską kampanię Asarhaddona z 671 r. p.n.e. przeciw egipskiemu władcy Taharce, zakończoną zdobyciem Memfis i asyryjskim podbojem całego Egiptu.
Na początku inskrypcji Asarhaddon przedstawia siebie jako pobożnego, oddanego bogom władcę, troszczącego się o ich kult i świątynie. W nagrodę ci okazują mu swą łaskę i pomoc zapewniając pomyślność jemu i rządzonemu przez niego imperium:
„Bóg Aszur, ojciec bogów, który kocha mą służbę (jego) świątyni; bóg Anu, potężny przywódca, który wymówił me imię; bóg Enlil, potężny pan, który utrwalił me rządy; bóg Ea, mędrzec, wiedzący, który ustala me przeznaczenie; bóg Sin, świecący księżyc, który sprawia, że wróżby są dla mnie pomyślne; bóg Szamasz, sędzia nieba i ziemi, który przewiduje me decyzje; bóg Adad, budzący grozę pan, który troszczy się o me oddziały; bóg Marduk, bohater bogów Igigi i Anunnaki, który czyni me królestwo wielkim; bogini Isztar, pani wojny i bitwy, która maszeruje przy mym boku; bogowie Sebitti, mężni bogowie, którzy masakrują mych wrogów; wielcy bogowie, oni wszyscy, którzy wyznaczają losy, którzy okazują królowi swą łaskę i moc zwyciężania”
Dalej wymieniona zostaje królewska tytulatura Asarhaddona:
„Asarhaddon, wielki król, potężny król, król wszechświata, król Asyrii, zarządca Babilonu, król Sumeru i Akadu, król Babilonii, (król) wszystkiego, krol królów Dolnego Egiptu, Górnego Egiptu i Kusz, który czci wielkich bogów, majestatyczny smok, [ukochany] przez bogów Aszura, Szamasza, Nabu i Marduka, król królów, bezlitosny, który poskramia zbuntowanych, odziany w splendor, nieustraszony w bitwie, doskonały wojownik, bezlitosny w walce, wszechpotężny książę, który trzyma na powrozie królów, rozjuszony lew, mściciel (swego) ojca ...”
Tekst ciągnie się dalej w tym samym tonie, podkreślając zalety króla i jego rolę jako opiekuna i dobroczyńcy świątyń. Następnie rozpoczyna się opis wyprawy Asarhaddona do Egiptu:
„Gdy bóg Aszur, wielki pan, ujawnił potęgę mych sławnych dokonań ludowi, uczynił me imię najsławniejszym i najpotężniejszym pośród królów czterech stron świata. W mych rękach umieścił straszliwą broń do atakowania (mych) wrogów. Umożniwił mi grabież i splądrowanie krajów nadgranicznych, które popełniły grzech, zbrodnie lub zaniedbanie wobec boga Aszura. Następnie Aszur i wielcy bogowie, moi panowie, rozkazali mi pomaszerować daleko wzdłuż trudno dostępnych dróg, (przez) dzikie góry i wielkie wydmy piaskowe. Pełen optymizmu przemaszerowałem bezpiecznie przez (ten) obszar pozbawiony wody.
Jeżeli chodzi o Tarqu (Taharka), króla Egiptu i Kusz, (...) od miasta Iszhupri do Memfis, królewskiego miasta, odległego o 15 dni marszu, zadawałem mu codziennie i bezustannie poważne klęski, a jemu samemu zadałem (mymi) strzałami pięć ran, od których nie ma ratunku. Miasto Memfis, jego królewskie miasto, obległem i zdobyłem w ciągu pół dnia przy użyciu podkopów, wyłomów i drabin. Obróciłem je w ruinę i spaliłem ogniem. Jego (tj. Taharki) żonę, konkubiny, Uszamahutu, następcę tronu, pozostałych jego synów i córki, jego dobra, jego mienie, jego konie, jego woły, jego owce i kozy w nieprzeliczonej ilości wziąłem i (zabrałem) do Asyrii. Z Egiptu wyrwałem korzenie Kusz. Nie pozostawiłem ani jednego świadka, (który opowiedziałby) o mej sławie. Do kontroli całego Egiptu wyznaczyłem (nowych) królów, gubernatorów, dowódców, oficerów, zaufanych i nadzorców (...). Nałożyłem na nich coroczny, niekończący się trybut ...”
Tekst inskrypcji kończy się informacją o wzniesieniu steli i przekleństwami rzuconymi na tych, którzy próbowaliby ją zniszczyć:
„Kazałem wykonać stelę z mym imieniem i kazałem napisać na niej o sławie i heroiźmie boga Aszura, mego pana, (oraz) o potężnych mych dokonaniach, które stały się możliwe dzięki pomocy Aszura, mego pana, (o mych) zwycięstwach i łupach. Kazałem ją ustawić, by po wsze czasy zadziwiała mych wrogów.
Ktokolwiek usunie tę stelę z jej miejsca, usunie me imię by zapisać swe imię, albo zakryje je ziemią, albo wrzuci do wody, albo spali w ogniu, albo umieści w miejscu, gdzie nie będzie widoczna, niech bogini Isztar, pani wojny i bitwy, zmieni tę osobę w kobietę i posadzi go związanego u stóp jego wrogów. Niech przyszły książę troszczy się o stelę z wyrytym mym imieniem, niech czyta (inskrypcję) na jej powierzchni, namaści ją wonnym olejkiem, uczyni ofiarę i niech wychwala imię Aszura, mego pana”